# Knud Grue-Sørensen
Knud Grue-Sørensen (1904-1992) var en dansk filosof og professor i pædagogik ved Københavns Universitet.

## Uddannelse og karriere
I 1950 blev Grue-Sørensen d.phil. på afhandlingen Studier over Refleksivitet. Han var professor i pædagogik ved Københavns Universitet 1955-1974. Han udgav flere værker om pædagogik og teoretisk pædagogik.

## Tanker
Grue-Sørensen definerer dannelse på følgende måde : 
Dannelse betegner den proces gennem hvilken en person under indflydelse af ydre, i hovedsagen pædagogiske, sociale og kulturelle påvirkninger antager en bestemt beskaffenhed – desuden resultatet af denne proces, den omtalte beskaffenhed selv.

## Udgivelser
- Vor Tids Moralskepticisme (1937)
- Studier over Refleksivitet (1950)
- Opdragelsens historie, 1-3 (1956-59)
- Pædagogik mellem videnskab og filosofi. Gyldendal (1965)
- Almen pædagogik (1974)

Litteratur om Knud Grue-Sørensen
- Huggler, Jørgen (red)(2018):”Knud Grue Sørensen”. Studier i Pædagogisk filosofi
- Oettingen, Alexander von (2006). “Pædagogisk filosofi som reflekteret omgang med pædagogiske antinomier”. Aarhus: Klim